# Rhynchapogonia minima
Rhynchapogonia minima är en skalbaggsart som beskrevs av Gilbert John Arrow 1909. Rhynchapogonia minima ingår i släktet Rhynchapogonia och familjen Melolonthidae. Inga underarter finns listade i Catalogue of Life.